# Miopatia Nonaki
Miopatia Nonaki (ang. Nonaka myopathy) – rzadka choroba genetyczna mięśni. Przyczyną choroby są mutacje w genie kodującym kinazę UDP-N-acetyloglukozamino-2-epimerazy/N-acetylomannozaminy. Schorzenie jako pierwszy opisał Nonaka i wsp. w 1981 roku. Dziedziczenie jest autosomalne recesywne.
Na obraz kliniczny schorzenia składają się osłabienie mięśni odsiebnych części kończyn, zaniki mięśniowe, zmiany miopatyczne w badaniu EMG. W bioptacie mięśni opisywano wtręty cytoplazmatyczne lub jądrowe o typie tubularno-włóknistym, kongofilny materiał amyloidowy w komórkach, przy braku nacieków komórek zapalnych. W badaniach laboratoryjnych stwierdzano nieznacznie podwyższony poziom fosfokinazy kreatynowej (CPK). Początek przypada na wczesną dorosłość, średnia wieku zachorowania to 26 lat.